# 鲁道夫·利策玛
鲁道夫·利策玛（Rudolf Ritsema，1918年10月3日—2006年5月8日）曾任爱诺思基金会的主席超过30年，并担任《爱诺思年鉴》的编辑（从1972年第38卷开始）。利策玛与意大利物理学者和精神思考者山特娜·奥古斯都·萨巴蒂尼一道，将《易经》根据中文原著第一次翻译为意大利文版本。

## 生平
利策玛出生于荷兰靠近雷登的维尔普镇的易卜·克里斯蒂安·利策玛家中，其祖先来自于菲仕兰省。易卜·克里斯蒂安·利策玛的妻子弗兰西斯·约翰娜，姓凡登·伯格，具有一部分菲仕兰和一部分英国血统（后来他也受益于法国雨格诺混血血统）。利策玛从他的母亲和外婆那里继承了宗教信仰，或者说，在上帝的手臂中被携带着。另一方面，利策玛的父亲受过化学方面的训练，一直对生物有很大的兴趣，具有科学家的气质，也是一个理性思考者。
在利策玛11岁的时候，他进入了德国赫本海姆的奥登瓦德斯库勒学校。这间学校的创办人保罗·格黑布和埃德加·格黑布对利策玛产生了极深远的影响。在纳粹控制德国时，格黑布夫妇转移到了瑞士，并在那里创建了另一所和他们的奥登瓦德斯库勒学校类似的学校，École d'humanité（意思是人文学院）。也是在那里，利策玛在他的课程学习即将结束的时候，认识了他未来的妻子凯瑟琳·格里斯。凯瑟琳·格里斯是来自于日内瓦的一名年轻音乐教师（他们后来在1945年结婚）。
在离开École d'humanité及获得他的学士学位之后，利策玛入读日内瓦大学，但是很快很快就被财政危机打断——第二次世界大战的爆发使得从荷兰来的资金中断供应。利策玛于是找了一些奇怪的工作来支撑自己的生活，但也继续贪婪地自学，特别是法国文学、德国文学、藏传佛教以及荣格心理学。
在1944年，利策玛和凯瑟琳开始在艾尔文·凡·科勒的指导下进行心理分析。艾尔文·凡·科勒之前在奥登瓦德斯库勒学校与利策玛相遇（当时她在那里担任英语文学教师）。是科勒将《易经》介绍给利策玛。
在与凯瑟琳·格里斯结婚一年之后，利策玛和他的妻子移居到荷兰。他在那里担任了雷登一间著名的出版和图书经营公司：布瑞尔学术出版社的古文物部门的东方部门的负责人。在那里他对购买和卖出学者或稀有书籍收藏者的图书变得熟练。在周末，他能够继续他的《易经》研究。
1947年夏天在利策玛28岁的时候，他患上了小儿麻痹症。这让他不得不承受横膈膜麻痹，并差点要了他的命。虽然他最后大难不死，但是他的腰部以下身体从此失去了知觉。接下来一年的冬天，根据一名神经科专科医生关于更温暖的气候的建议，利策玛在瑞士靠近阿斯科那的马焦雷湖居住了一个月。艾尔文·凡·科勒也住在那里，住在香提之屋。这恰好是爱诺思的创办人奥尔加·弗罗贝—卡普泰因 (1881–1962)居住的加布里埃拉之屋的隔壁。弗罗贝为利策玛夫妇发展了一种爱好，并邀请他们在下一年秋天住在爱诺思之屋。从那以后，利策玛夫妇作为弗罗贝的客人每年都会在那里呆一个月。他们之间也建立起了诚挚的友谊（弗罗贝也对于《易经》有很深的兴趣）。
在 1956年，利策玛开始与弗罗贝以及瑞士动物学家和自然哲学家阿道夫·波特曼 (1897–1982) 合作，计划举行爱诺思会议。五年之后，奥尔加·弗罗贝—卡普泰因将波特曼和利策玛作为她的继任者以继续爱诺思的工作。然而，当弗罗贝在1962年4月去世时，爱诺思议程的组织工作直接落到了利策玛的肩上。从1962年到1982年，也就是波特曼去世的年份，利策玛夫妇独自为保持爱诺思会议的传统而努力。
在他的业余时间里，利策玛一直钻研着《易经》。1971年是一个转折点，在这一年利策玛开始对理查德·卫礼贤的翻译感到不满意，并萌发了重新进行翻译的念头。这整整花了二十年的时间才完成，其中得到了许多学者的支持。比较著名的有詹姆斯·希尔曼和罗伯特·欣肖（位于瑞士 艾西德伦的达蒙出版社的合伙人）。在将近1980年代尾声的时候，美国诗人史提芬·卡切尔帮助利策玛将工作最终完成。
1988对于爱诺思来说是一个新的开始，因为利策玛采取了激进且当时备受争议的决定来改变爱诺思会议的基本结构，将其变成了牵涉参与者个人诺言的实验性个性的精神实验室。他还将《易经》放在了爱诺思日常活动的中心。
在1990年初期，利策玛将爱诺思基金会的主席一职移交给荣格分析家丽思塔·罗伯森。利策玛死于2006年5月8日，在他与凯瑟琳·格里斯的结婚61周年纪念日上，终年87岁。

## 出版物
- 鲁道夫·利策玛,《图像的道德》；与史提芬·卡切尔合著，易经与图像的道德；于1992年在爱诺思基金会和上广伦理财团赞助的的圆桌讨论会议上发表（普特南，康奈迪克，春季文摘，1993年）。
- 《易经：中国古典变化神谕：第一本完全统一翻译》，由鲁道夫·利策玛和山特娜·奥古斯都·萨巴蒂尼翻译（ and Stephen Karcher (莎弗茨伯雷，多塞特，元素，1994年）。
- 《易经：一本多才多艺的书》，由鲁道夫·利策玛和山特娜·奥古斯都·萨巴蒂尼从中文翻译(都灵，Unione tipografico-editrice torinese出版社，1997年)。
- 《易经：唯一完整的版本，甲骨文与和谐文本》，由鲁道夫·利策玛和和汉斯雅各布·施耐德翻译(法兰克福，Zweitausendeins书店, 2000年)。
- 《原始的易经神谕：单纯和完整的文本》，由鲁道夫·利策玛和山特娜·奥古斯都·萨巴蒂尼翻译（伦敦，瓦金斯出版社，2005年）。